# Штеффен Гофманн
Штеффен Гофманн (нім. Steffen Hofmann, нар. 9 вересня 1980, Вюрцбург) німецький футболіст, що грав на позиції півзахисника.
Виступав, зокрема, за клуб «Рапід» (Відень), а також юнацьку збірну Німеччини.
Дворазовий чемпіон Австрії. 

## Клубна кар'єра
Народився 9 вересня 1980 року в місті Вюрцбург. Вихованець футбольної школи клубу «Баварія».
У дорослому футболі дебютував 2000 року виступами за другу команду «Баварії», в якій провів два сезони, взявши участь у 57 матчах чемпіонату. 2002 року провів одну гру за основну команду мюнхенського клубу.
2002 року уклав контракт з клубом «Рапід» (Відень), у складі якого провів наступні три роки своєї кар'єри гравця.  Більшість часу, проведеного у складі віденського «Рапіда», був основним гравцем команди. За цей час виборов титул чемпіона Австрії.
Протягом 2005—2006 років знову грав на батьківщині, захищав кольори команди клубу «Мюнхен 1860».
До складу клубу віденського «Рапіда» повернувся 2006 року. Встиг відіграти за віденську команду 325 матчів в національному чемпіонаті. Більшість часу, проведеного у складі віденського «Рапіда», був основним гравцем команди. За 12 років додав до переліку своїх трофеїв ще один титул чемпіона Австрії. Завершив професійну кар'єру футболіста виступами за цю команду в 2018 році.

## Виступи за збірну
1997 року взяв участь у 12 іграх за юнацьку збірну Німеччини U-17, відзначившись одним забитим голом.

## Титули і досягнення
- Чемпіон Австрії (2):

«Рапід» (Відень):  2004-05, 2007-08